# IC 4526
IC 4526 ist eine irreguläre Galaxie vom Hubble-Typ Im im Sternbild Bärenhüter am Nordsternhimmel. Sie ist schätzungsweise 615 Millionen Lichtjahre von der Milchstraße entfernt und hat einen Durchmesser von etwa 75.000 Lj. IC 4526 ist eine scheinbare Begleitgalaxie von NGC 5829 und bildet das Objekt Arp 42, sowie mit PGC 53702, PGC 53703 und PGC 53720 die Hickson Compact Group 73. 

Im selben Himmelsareal befinden sich u. a. die Galaxien IC 4531, IC 4532, IC 4534.
Das Objekt wurde am 25. Juli 1903 von Stéphane Javelle entdeckt.